# Denham Springs
Denham Springs és una població dels Estats Units a l'estat de Louisiana. Segons el cens del 2000 tenia 8.757 habitants.

## Demografia
Segons el cens del 2000, Denham Springs tenia 8.757 habitants, 3.308 habitatges, i 2.431 famílies. La densitat de població era de 560,7 habitants/km².
Dels 3.308 habitatges en un 35,8% hi vivien nens de menys de 18 anys, en un 55,3% hi vivien parelles casades, en un 14,3% dones solteres, i en un 26,5% no eren unitats familiars. En el 22,7% dels habitatges hi vivien persones soles el 9,7% de les quals corresponia a persones de 65 anys o més que vivien soles. El nombre mitjà de persones vivint en cada habitatge era de 2,65 i el nombre mitjà de persones que vivien en cada família era de 3,11.
Per edats la població es repartia de la següent manera: un 26,8% tenia menys de 18 anys, un 9,4% entre 18 i 24, un 29,4% entre 25 i 44, un 22,9% de 45 a 60 i un 11,5% 65 anys o més.
L'edat mediana era de 35 anys. Per cada 100 dones de 18 o més anys hi havia 86,5 homes.
La renda mediana per habitatge era de 41.296 $ i la renda mediana per família de 48.793 $. Els homes tenien una renda mediana de 35.820 $ mentre que les dones 24.286 $. La renda per capita de la població era de 18.603 $. Entorn del 7,3% de les famílies i el 10,7% de la població estaven per davall del llindar de pobresa.

## Poblacions més properes
El següent diagrama mostra les poblacions més properes.